# Juan José Gómez
Juan José Gómez (né le 8 novembre 1980 à San Miguel au Salvador) est un footballeur international salvadorien, qui évoluait au poste de gardien de but.

## Biographie

### Carrière en sélection
Avec l'équipe du Salvador, il joue 64 matchs (pour aucun but inscrit) entre 2000 et 2011. 
Il figure dans le groupe des sélectionnés lors des Gold Cup de 2002, de 2003, de 2007 et de 2011. Il atteint les quarts de finale de cette compétition à trois reprises en 2002, 2003 et 2011.
Il joue également 13 matchs comptant pour les tours préliminaires de la coupe du monde, lors des éditions 2002, 2006, 2010 et enfin 2014.

## Palmarès
| CD Águila - Championnat du Salvador (5) : - Champion : 1999 (Ouverture), 2000 (Ouverture), 2001 (Clôture), 2006 (Clôture) et 2012 (Clôture). - Vice-champion : 2003 (Ouverture). |  | Luis Ángel Firpo - Championnat du Salvador (3) : - Champion : 2008 (Ouverture), 2008 (Clôture) et 2013 (Clôture). |